# HMS Sir Galahad (T226)
El HMS Sir Galahad fue un arrastrero construido para la Marina Real Británica en 1941. Después de la guerra, fue vendido al servicio civil y naufragó en 1957 tras encallar frente a la isla de Mull.

## Hundimiento
Desmantelado en febrero de 1946, el barco fue vendido en abril del mismo año a Walker Steam Trawling & Fishing Co Ltd de Aberdeen y rebautizado Star of Freedom, siendo su número de matrícula de marina mercante A283. Walker vendió el buque a Milford Fisheries Ltd de Milford Haven, que rebautizó el barco nuevamente como Robert Limbrick.
Menos de un año después de su compra por parte de Milford Fisheries Ltd, el Robert Limbrick se hundió en el mar y perdió a sus 12 tripulantes. Había zarpado de Milford el 2 de febrero de 1957 bajo el mando del capitán William Burgoyne para pescar merluza en la costa de Escocia. El martes 5 de febrero, la radio de Oban informó de que el barco había encallado frente a Quinish Point, isla de Mull (56°38′00″N 6°13′42″O / 56.63333, -6.22833) y que la tripulación había abandonado el barco. A pesar de la búsqueda por parte de otros barcos de la zona y del bote salvavidas de Mallaig , no se encontraron supervivientes y solo se recuperaron dos cadáveres en ese momento. Los cuerpos del resto de la tripulación fueron arrastrados a tierra durante las semanas siguientes.
La pérdida total del barco fue informada por el perito de la Asociación de Salvamento el 7 de febrero de 1957, quien informó:

Arrastrero Robert Limbrick, en tierra en Quinish Point, Mull: El estudio muestra que el barco está tumbado sobre el costado de babor, que no es visible, pero se sospecha que los daños en ese costado son extensos. El costado de estribor, hasta donde se ve, está severamente dañado desde el castillo de proa hasta la roda. El revestimiento del casco está fracturado desde la amurada hasta la quilla y tiene agujeros importantes en el área de la bodega de pesca, también a la altura del puente. La cubierta está fracturada a la altura de la bodega de pesca, el marco de popa está roto, falta el timón, se sospecha que la hélice y el eje de cola están muy dañados. La sala de máquinas y el casco están inundados y el bote salvavidas está muy hundido. La parte delantera del barco se dobla con la acción del mar, donde está fracturada, no es posible abordar. Se considera que el salvamento es impracticable. Los vendavales del SO adicionales acelerarán la rotura del barco.

El 27 de febrero de 1957 se celebró un servicio conmemorativo para la tripulación en la iglesia de Santa Catalina, Milford Haven.